# Rosengarten (Frankfurt (Oder))
Rosengarten ist ein Teil des Ortsteils Rosengarten/Pagram der kreisfreien Stadt Frankfurt (Oder) südöstlich von Berlin in Brandenburg.

## Geografie
Während der Weichseleiszeit machte das Gletschereis einen Bogen von Döbberin über Rosengarten, südlich an Booßen vorbei, weiter über Beresinchen bis nach Kunowice. Als das Eis taute, floss das Schmelzwasser oberhalb von Frankfurt nach Süden. Man nimmt an, dass ein kleiner Nebenstrom aus dem Sandgrund und dem Langen Grund bei Güldendorf in diesen Strom mündete. Das Wasser sammelte sich in einer Rinne, dem sogenannten Warschau-Berliner Urstromtal. Es bildete sich eine Endmoränenlandschaft mit größeren Erhebungen, die Ablagerungen westlich der Oder bildeten eine Hochfläche, das heutige Lebuser Land. Die Findlinge, welche zurückblieben, wurden vom Eis aus Skandinavien bis in die dortige Region transportiert.

## Gemeindegliederung
Das 1495 ersterwähnte Rosengarten wurde 1947 nach Frankfurt (Oder) eingemeindet. 1950 wurde das 1228 ersterwähnte Pagram mit Rosengarten zusammengelegt. Seit 1977 ist Pagram/Rosengarten ein Frankfurter Ortsteil vier Kilometer westlich des Stadtrandes von Frankfurt (Oder) am Stadtwald gelegen.

## Geschichte
Im Jahre 1495 wird in einer Urkunde erstmals auf der Wüstung Pagram der Hoff Rosengartten erwähnt. Nachdem Familie von Röbel, welche auch im Nachbardorf Biegen lange Zeit Besitztümer hatte, Rosengarten 1572 als Lehn erhalten hatte, wurde das Straßenangerdorf 1585 erstmals als solches bezeichnet. Um 1585 veranlasste der Junker Johann Heinrich von Röbel den Bau einer Kirche. Der Ziegelfachwerkbau stand auf einer Anhöhe am Rand des Gutsparks, auf dem Weg zu den Weinbergen und zum Booßener Wäldchen. Zur Kirche gehörten drei Morgen Land. Zusätzlich erhielten Pfarrer und Küster von den Kossäten und dem Gutsherren Naturalabgaben wie Roggen und Hafer. Im Laufe des Dreißigjährigen Krieges (1618–1648) wurden Dorf, Rittergut und Kirche 1633 eingeäschert. Das Kirchenland wurde nicht mehr bestellt und der Lichtenberger und Rosengartener Pfarrer Christianus Linke verhungerte 1638 in Frankfurt. Erst ab 1648 erholte sich der Ort wieder. Bis 1653 predigte ein provisorisch eingestellter Student. Der Wiederaufbau der Kirche erfolgte erst 1664 bis 1666. Erster Kirchenpatron nach dem Dreißigjährigen Krieg war 1692 der Frankfurter Theologieprofessor Philipp Buchius (1639–1696).
1696 wurde mit Küster Martin Lürch der erste Schulmeister benannt.
Der Siebenjährige Krieg (1756–1763) hinterließ Verwüstungen. Die Kirchenbücher wurden von russischen Soldaten zerfetzt.

### 19. Jahrhundert
Das zuvor zum Lebusischen Kreis gehörende Rosengarten kam mit der Kreisgebietsreform 1816 zum Kreis Frankfurt. Die damalige Gutsherrin Frau von Gloger ließ 1832 am Lindenplatz ein Schulgebäude errichten. Am 22. Oktober 1842 wurde die durch Rosengarten führende Bahnstrecke Frankfurt (Oder)–Berlin eröffnet. Bis 1864 erhöhte sich die Einwohnerzahl auf 299, zu Rosengarten gehörte ein Vorwerk (seit 1926 Lillihof), das Rittergut umfasste 3064 Morgen, das Dorf etwa 594 Morgen Land. Im Jahre 1865 entstand die Försterei Eduardspring, die bis 1935 einen Ausschank anbot.
1867 begann der verstärkte Abbau der Braunkohle vor Ort. Am 9. Juni 1869 veröffentlicht das Königliche Oberbergamt die Verleihungsurkunde über das Eigentum der Kohlengrube Vergißmeinicht, welche den Abbau zwischen Rosengarten und Lichtenberg ermöglichte. Mit dem Bau der Ziegelei in der Nähe des späteren Standortes Waldhaus entstand 1885 der Wohnplatz Ziegelei. Die Ziegelei wurde 1945 zerstört und danach abgetragen.
Der erste Spritzenverband gründete sich 1874. Ein Spritzenverband war ein Verbund mehrerer Dörfer, die sich eine Feuerspritze teilten. Die Dörfer durften nicht mehr als 300 Einwohner haben und mussten nahe beieinander liegen. Durch die wachsende Bevölkerung wurde 1894 der Ausbau der Schule nötig.
1898 war das neobarocke Gutsschloss des Karl Eduard Hugo Rudolf, genannt Rudolf Schulz (1854–1907) fertiggestellt. Er war mit Rose Scherz (1858–1891) und dann mit ihrer Schwester Franziska Scherz (1867–1950), Töchter eines Gutsbesitzers, verheiratet. Rudolf Schulz galt als überregional anerkannter Landwirt.

### 20. Jahrhundert
1903 wurde die 1585 errichtete und 1664 bis 1666 wiederhergestellte alte Kirche baupolizeilich gesperrt und abgerissen. Der Gutsbesitzer und Kirchenpatron Rudolf Schulz beauftragte den Berliner Hofbaumeister Gustav Hauer, eine neue Kirche im Dorf zu errichten. Diese wurde am 4. Oktober 1903 geweiht.
1912 wurde der Schulneubau am Lindenplatz eingeweiht. Erster Lehrer ist Emil Lehmann. Seit 1913 führte die „Erlöserbrücke“ über die Bahnstrecke. Mit Beginn des Ersten Weltkrieges (1914–1918) wurden Kriegsgefangene aus dem Lager Gronenfelde unter Leitung des Lagerkommandanten General Trützschler von Falkenstein an der Bahnstrecke eingesetzt, da der Streckenabschnitt Rosengarten auf Grund seines Gefälles besonders schwierig im Bau war. Von 1911 bis 1917 wurde der Rangier- und Güterbahnhof mit einem kleinen Wohnplatz errichtet. 1922 entstand aus dem Spritzenverband die Freiwillige Feuerwehr Rosengarten.
Am 17. Dezember 1925 wurde die Bahnstrecke durch einen Erdrutsch verschüttet. Das Waldhaus Rosengarten wurde 1931 errichtet. Es beherbergte neben der Försterwohnung eine Gaststätte und ein Tanzlokal. Die große Terrasse und der Kinderspielplatz waren ein beliebtes Ausflugsziel. Ab 1935 gab es zudem ein Tiergehege und eine Waldbühne.
1928, kurz nach der Fusion von Gemeinde und Gutsbezirk durch die neue Kommunalverfassung, was am Eigentum vom Fiskus, der Kirche und Privatbesitz nichts änderte, lediglich war das Gut rechtlich keine eigenständige Ortschaft mehr, hatte das Rittergut Rosengarten 732 ha und das dazugehörige Rittergut Lichtenberg 792 ha. Den beiden Betriebsteilen standen zwei Oberinspektoren vor. Eigentümer war der Rittmeister d. R. Werner Schulz (1885–1957), berechtigt den Namen Werner Schulz-Rosengarten zu führen, ebenso seine Nachfahren. Familie Schulz wurde nach 1945 enteignet.
Im Zweiten Weltkrieg (1939–1945) fielen 26 Männer aus Rosengarten. Das Waldhaus wurde vollständig zerstört.  Fünf Rosengartener wurden unmittelbar nach dem Krieg von der sowjetischen Geheimpolizei GPU verhaftet. Nur einer kehrte lebend wieder.

### Nachkriegsdeutschland und DDR
1946 wurden in Rosengarten im Zuge der Bodenreform 657,7 ha Land enteignet. Das Land wurde unter 41 Landarbeitern, landlosen oder landarmen Bauern und 36 Umsiedlern aufgeteilt. 60 ha kamen zum Frankfurter Stadtwald.
Das Gutsschloss wurde 1946 ein Kinderheim, was es bis Mitte 1993 blieb. 1971 erhielt das Kinderheim den Namen des von den Nationalsozialisten ermordeten Lehrers Martin Schwantes.
Im Jahre 1947 wurde Rosengarten nach Frankfurt (Oder) eingemeindet, die Schule wurde erweitert und auf dem Gelände des ehemaligen Waldhauses entstand ein Wohnhaus mit Gaststätte. Ab 1950 gehört Pagram zu Rosengarten. 1953 wurde im Rahmen der Zwangskollektivierung in der DDR eine Landwirtschaftliche Produktionsgenossenschaft (LPG) Typ I gegründet, 1954 war sie bereits Typ II und 1960 Typ III.  Wegen der nötigen Mitarbeit der Frauen wurde ein Erntekindergarten eingerichtet, der ab 1955 ein dauerhaft eingerichteter Kindergarten wurde. 1972 wurde die Rosengartener LPG der LPG in Kliestow angegliedert.

### Nachwendezeit
Bis 1991 gab es im Ort eine Kinderkrippe, und trotz der Schließung des Schulstandortes 1975 blieb der Schulhort bis 1977 bestehen. Die neu entstandene Eigenheimsiedlung wurde 1994 mit 122 Häusern fertiggestellt, und so zählte Rosengarten (mit Pagram) zur 500-Jahr-Feier im Jahre 1995 bereits 800 Einwohner. Die Freiwillige Feuerwehr Rosengarten wurde seit dem 20. Januar 2007 vom Feuerwehrverein Freunde der Freiwilligen Feuerwehr Rosengarten e. V. unterstützt. Mit der Verkehrsfreigabe am 16. Dezember 2008 wurde die 5 Millionen Euro teure Sanierung der Erlöserbrücke am Bahnhof abgeschlossen.

### Besitzverhältnisse
| Lehnsherr                | Lehnsträger                                                                                | Pfandbesitz                                            | von       | bis       |
| ------------------------ | ------------------------------------------------------------------------------------------ | ------------------------------------------------------ | --------- | --------- |
| Kurfürst von Brandenburg | Familie Paul Große aus Frankfurt (Oder)                                                    |                                                        | vor 1495  | 1538      |
| Bischof von Lebus        | Familie Paul Große aus Frankfurt (Oder)                                                    |                                                        | 1538      | 1551      |
| Bischof von Lebus        | Familie von der Straßen                                                                    |                                                        | 1551      | 1572      |
| Bischof von Lebus        | Familie von Röbel (Hans Heinrich von Roebel, Joachim Ehrentreu von Roebel)                 |                                                        | 1572      | 1598      |
| Kurfürst von Brandenburg | Familie von Röbel (Hans Heinrich von Roebel, Joachim Ehrentreu von Roebel)                 |                                                        | 1598      | 1699      |
| Kurfürst von Brandenburg | Familie von Röbel (Hans Heinrich von Roebel, Joachim Ehrentreu von Roebel)                 | Bürgermeister Martin Meyer (Meuwer), Söhne             | vor 1664  | nach 1665 |
| Kurfürst von Brandenburg | Familie von Röbel (Hans Heinrich von Roebel, Joachim Ehrentreu von Roebel)                 | Prof. Philipp Buchius (1639–1696) aus Frankfurt (Oder) | 1679      | 1699      |
| Kurfürst von Brandenburg | Prof. Philipp Buchius (1639–1696) aus Frankfurt (Oder)                                     |                                                        | 1699      | 1701      |
| König in Preußen         | Prof. Philipp Buchius (1639–1696) aus Frankfurt (Oder)                                     |                                                        | 1701      | 1706      |
| König in Preußen         | Herr von Kameke                                                                            | Prof. Rhode aus Frankfurt (Oder)                       | 1706      | 1726      |
| König in Preußen         | Prof. Rhode aus Frankfurt (Oder)                                                           |                                                        | 1726      | 1738      |
| König in Preußen         | ¼ Prof. Ring aus Frankfurt (Oder) und ¾ Rhodes Erbin Frau Albinius (Prof. Rings Schwester) |                                                        | 1738      | 1749      |
| König in Preußen         | Prof. von Bergen aus Frankfurt (Oder)                                                      |                                                        | 1749      | 1772      |
| König von Preußen        | Prof. von Bergen aus Frankfurt (Oder)                                                      |                                                        | 1772      | 1780      |
| König von Preußen        | Herr von Irwing                                                                            |                                                        | 1780      | 1805      |
| König von Preußen        | Frau von Gloger, geb. von Irwing und Ehemann Hauptmann von Gloger                          |                                                        | 1805      | 1838      |
| König von Preußen        | Dr. Jablonsky                                                                              |                                                        | 1838      | 1841      |
| König von Preußen        | Baron von Hoevel                                                                           |                                                        | 1841      | 1851      |
| König von Preußen        | Amtsrat Loebbecke auf Marienborn                                                           |                                                        | 1851      | 1858      |
| König von Preußen        | Herr von Barsewitsch                                                                       |                                                        | 1858      | 1863      |
| König von Preußen        | Herr von Ihlefeld                                                                          |                                                        | 1863      | 1878      |
| König von Preußen        | verwitwete Frau Fabrikbesitzer Köhlmann                                                    |                                                        | nach 1880 |           |
| König von Preußen        | Rudolf Schulz Vor 1897: Um 1904., ff. 1914 Werner Schulz.                                  |                                                        |           |           |

### Entwicklung des Dorfes
| Jahr | Dorf                                                                                            | Einwohnerzahl |
| ---- | ----------------------------------------------------------------------------------------------- | ------------- |
| 1633 | 20 Ritterhöfe, 5 Kossäten, 2 Paar Hausboten, 1 Schäfer, 1 Schäferknecht, 1 Hirte                |               |
| 1665 | 4 Kossäten, 2 neue Kossäten                                                                     |               |
| 1666 | 5 bewohnte Höfe, 1 Schäfer, 1 Hirte                                                             |               |
| 1687 | 8 ganze Kossäten, 3 wüste Kossäten                                                              |               |
| 1711 | 8 Kossäten, 1 Schmied, 1 Schäfer, 1 Hirte                                                       |               |
| 1772 | 14 Kossäten und Büdner, 1 Schmied                                                               | 114           |
| 1801 | 8 ganze Kossäten, 5 Büdner, 1 Schmiede, 1 Krug, 1 Vorwerk                                       | 134           |
| 1816 | 23 Feuerstellen, 10 spannfähige bäuerliche Nahrungen                                            | 174           |
| 1831 | 3 Schneider, 1 Schmied, 1 Schankwirt, 1 Webstuhl auf Leinen                                     |               |
| 1859 | 9 spannfähige bäuerliche Höfe, 8 nichtspannfähige Höfe                                          |               |
| 1863 | 1 Rittergut, 1 Vorwerk, 1 Wärterhaus, 18 Wohnhäuser, 1 gewerbliches Haus, 48 steuerfreie Häuser |               |
| 1864 |                                                                                                 | 299           |
| 1895 |                                                                                                 | 295           |
| 1900 | 23 Häuser, auf dem Gut 8 Häuser                                                                 |               |
| 1931 | 47 Wohnhäuser mit 99 Haushalten                                                                 |               |

## Tourismus

### Sehenswürdigkeiten
Zu den Baudenkmalen Rosengartens gehören die Brücke der Ortsverbindungsstraße Rosengarten-Pagram über die Eisenbahn. Sie wurde 1913 erbaut, wird von 5 Pfeilern getragen, ist 115 Meter lang und wurde 2008 saniert.

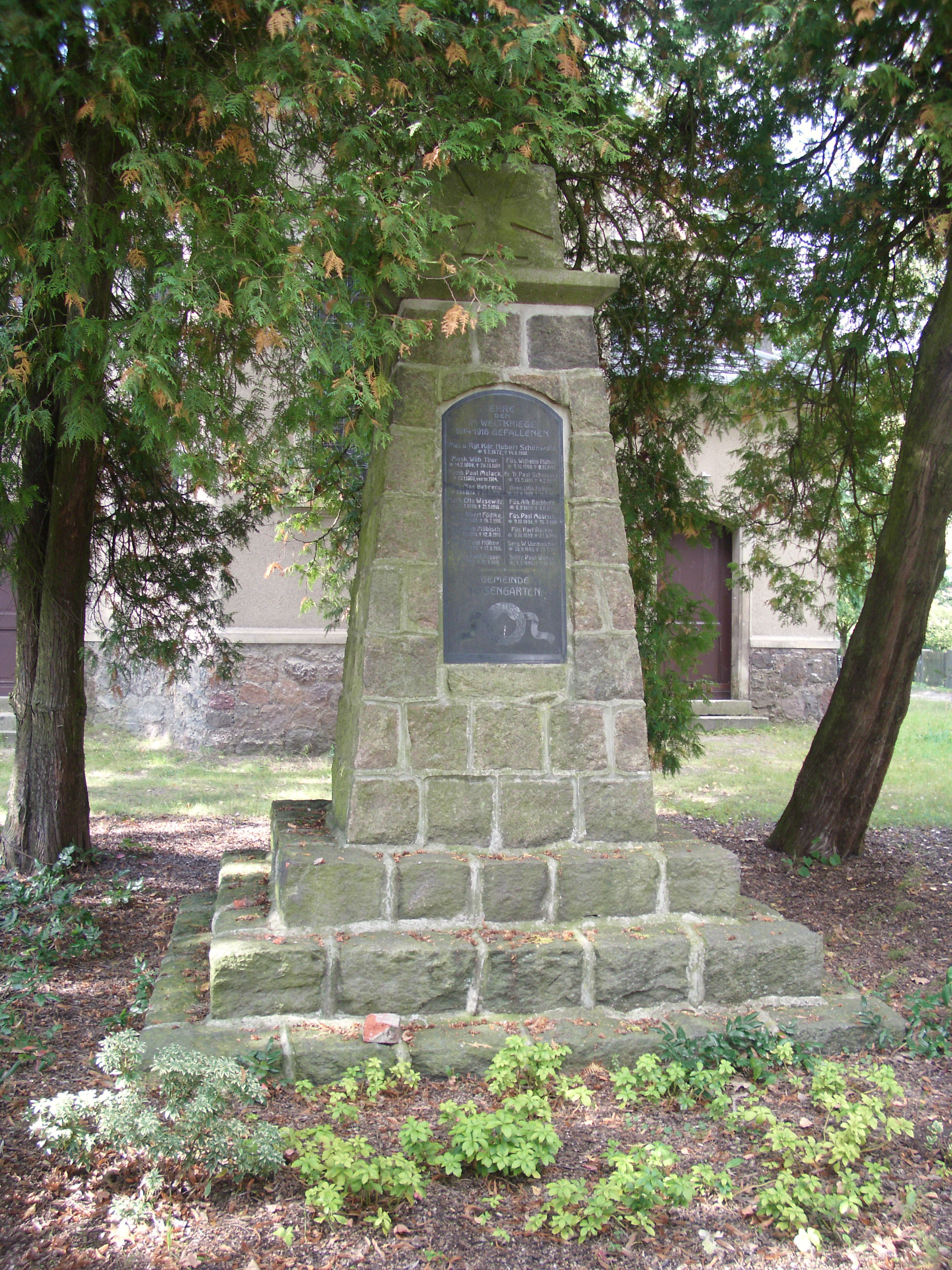
Gefallenendenkmale Rosengarten, 2009

Das Gefallenendenkmal steht bei der Kirche. Die aus Granitblöcken aufgemauerte Stele steht auf einem zweifach getrepptem Sockel. Auf der Deckplatte steht ein Granitquader mit dem Relief eines Eisernen Kreuzes mit Kaiserkrone und der Jahreszahl 1914. An der Vorderseite ist eine schwarze Steingussplatte mit den Namen der 17 gefallenen Dorfbewohner angebracht. 1995 wurde das Gefallenendenkmal von der Firma Ralf Hirsch aus Rosengarten instand gesetzt. An der Rückseite wurde 2015 eine Granitplatte mit Namen von 39 Opfern des Zweiten Weltkrieges angebracht.
| Ehre den im Weltkriege 1914-1918 Gefallenen.                 |                                                 |
| Maj. u. Rgt. Kdr. Hubert Schönwald, * 5.2.1872, † 14.5.1918. |                                                 |
| Musk. Wilh. Thur, * 14.2.1886, † 26.10.1914.                 | Füs. Wilhelm Höhne, * 5.10.1886, † 11.10.1916.  |
| Tamb. Paul Malack, * 20.11.1886, verm. 1914.                 | Kr. Tr. Paul Schmaske, * 23.5.1891, † 4.2.1917  |
| Uffz. Max Behrend, * 23.1.1878, † 22.6.1915.                 | Gren. Otto Krüger, * 22.6.1888, † 14.8.1917.    |
| Musk. Otto Wasewitz, * 22.3.1896, † 21.5.1916.               | Füs. Alfr. Buchholz, * 6.9.1899, † 6.11.1917.   |
| Grnd. Albert Födtke, * 19.11.1883, † 15.7.1916.              | Füs. Paul Möbisch, * 9.10.1898, † 28.3.1918.    |
| Gefr. Rich. Möbisch, * 25.10.1893, † 12.8.1916.              | Füs. Karl Rücker, * 8.10.1899, † 27.5.1918.     |
| Grnd. Paul Höhne, * 21.10.1893, † 17.8.1916.                 | Serg. W. Volmelchert, * 26.9.1893, † 23.7.1918. |
| Grd. Füs. Reinh. Kupper, * 2.7.1892, † 15.9.1916.            | Schtz. Paul Wenzel, * 9.3.1890, † 7.10.1918.    |
| Gemeinde Rosengarten                                         |                                                 |

| Die Toten mahnen den Frieden zu wahren die Freiheit zu schützen die Würde des Menschen zu achten Von den Rosengartener Familien veroren im Ergebnis des 2. Weltkrieges 39. Angehörige ihr Leben, davon Gefallene, Vermisste und in Gefangenschaft |                   |
| Bethge | Bernhard Bösing   |
| Leo Drendel | Harry Galle       |
| Hans Herrmann | Heinz Höhne       |
| Fritz Knappe | Otto Knappe       |
| Herrmann Kosan | Günter Krüger     |
| Herrmann Kupper | Friedrich Lehmann |
| Alfred Malack | Kurt Meißner      |
| Paul Menze | Walter Möbisch    |
| Wilhelm Nowack | Fritz Patscher    |
| Kurt Patscher | Fritz Poland      |
| Werner Rücker | Günter Rückheim   |
| Helmut Schlömp | Herbert Schmidt   |
| Herbert Schüler | Herbert Schmidt   |
| Helmut Siegert | Otto Steffen      |
| Erich Wenzel | Siegfried Wiese   |
| Udo Wolff | Wilhelm Wolff     |
| nach dem Krieg in Lagern des NKWD |                   |
| Paul Drogge | Fritz Hertter     |
| Siegfried Raasch | Gustav Senneke    |
| Zivilpersonen |                   |
| Rudi Rücker | Walter Heikwehr   |
| Wilhelm Wenzel |                   |
| Der Ortsteil Rosengarten 2015 |                   |

Der Dorfkrug mit Saalbau und Wirtschaftshof wurde Ende des 19. Jahrhunderts erbaut.
Das neobarocke Gutshaus des Gutsbesitzers Rudolf Schulz wurde 1898 fertiggestellt. Von 1946 bis Mitte 1993 wurde es als Kinderheim genutzt. Mangels Nutzung und Sanierung verfällt das Gebäude und ist wegen Einsturzgefahr gesperrt. Im ebenfalls geschützten Park stehen vor allem geschützte Stieleichen.

#### Dorfkirche Rosengarten

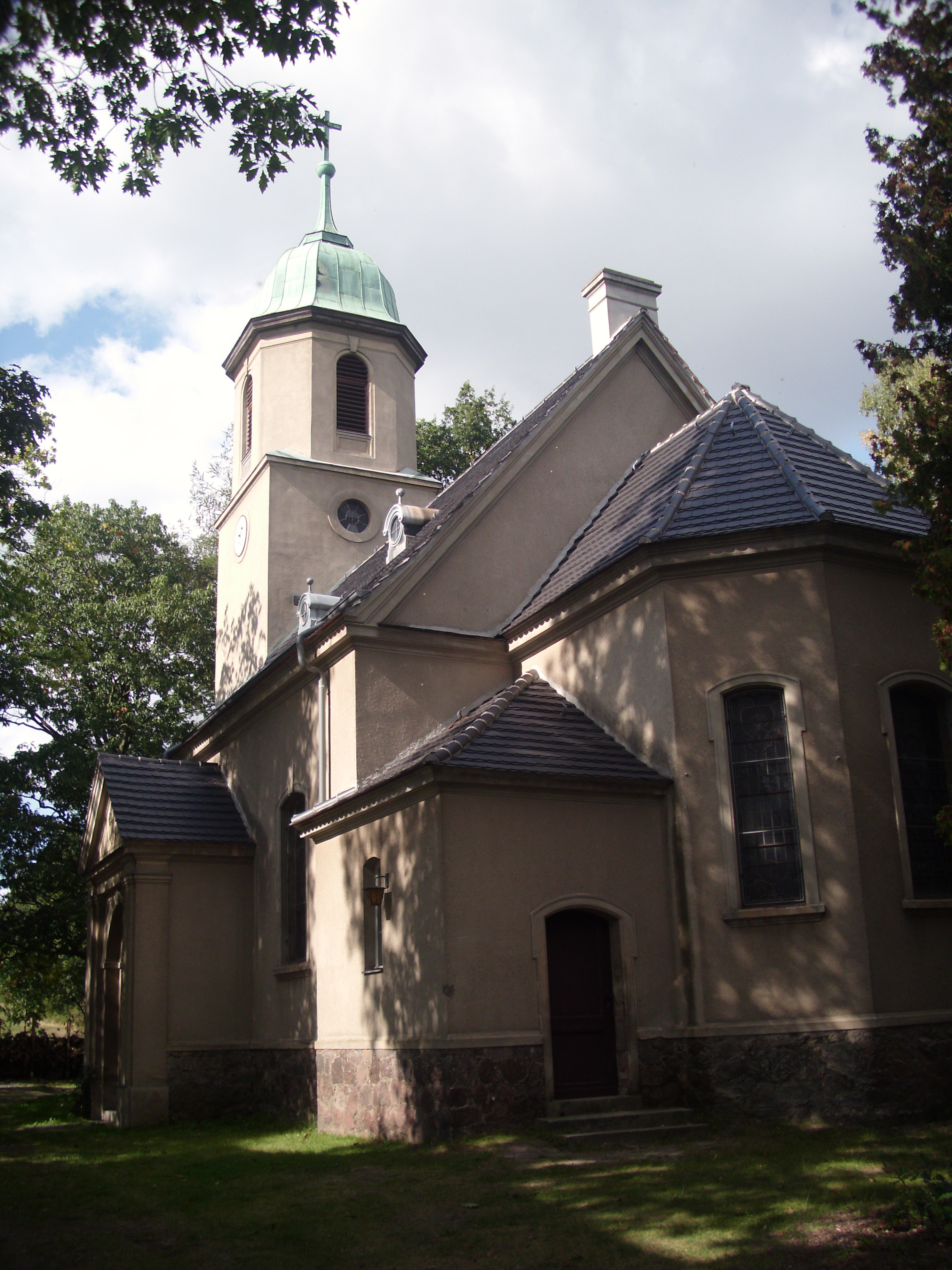
Dorfkirche Rosengarten

Der erste Kirchenbau Rosengartens fiel dem Dreißigjährigen Krieg zum Opfer. Der 1664–1866 als Nachfolger errichtete Fachwerkbau stand bis zu seinem Abbruch 1903 auf einer leichten Anhöhe am Rand des Gutsparks. Der Gutsbesitzer und Kirchenpatron Karl Eduard Hugo Rudolf Schulz (1854–1907) ließ die heutige Kirche erbauen. Sie wurde am 4. Oktober 1903 eingeweiht und blieb außen und innen ohne wesentliche Änderungen erhalten. Den Entwurf lieferte der Berliner Hofbaumeisters Gustav Hauer. Dabei lehnte er sich stilistisch an das 1898 fertiggestellte neobarocke Gutshaus an.
Das Kirchenschiff hat einen relativ kurzen rechteckigen Grundriss und trägt ein hohes Satteldach. Auf Nord- und Südseite des Satteldaches sitzen jeweils zwei Dachgauben in barockisierter Form. Auf der Ostseite schließt sich ein dreiseitig abgeschlossener Chor mit seitlichen Anbauten an, die jeweils abgewalmte Dächer haben. Die seitlichen Anbauten beherbergen Sakristeiräume und verfügen jeweils über einen Zugang an der Stirnseite und ein hohes Fenster an der Seite. Das dreiseitig gebrochene Dach des Chors ist deutlich niedriger als das Schiff und schließt mit dem Giebelfeld des Schiffs ab. An der Nordseite des Schiffs ist ein Emporenanbau vorhanden, den ein Satteldach abschließt. An der Westseite ist ein Kirchturm in das Schiff eingebaut. Der Haupteingang erfolgt durch den Turm. Zu beiden Seiten des Haupteingangs gibt es Nebeneingänge. Der östliche Nebeneingang ist zurückgesetzt. Der Turm hat einen rechteckigen Grundriss und Zifferblätter der Kirchturmuhr nach Norden, Westen und Süden. Oberhalb des Firstes des Kirchenschiffs geht der Turm in ein achteckiges Geschoss über, in dem das Geläut hängt. Den Turm krönt eingeschweiftes, kupfergedecktes Glockendach mit Kreuzspitze. Das Nebenportal an der Südseite ist ein überdachter Eingangsvorbau mit aufgeputzten Eckpilastern. Auf ihnen ruht ein Dreiecksgiebel, den ein Kreuz und das Baujahr 1903 als Relief ziert. Kirchenschiff und Chor verfügen über stichbogige Fenster. Deren Bleiverglasung wurde von der Kindern des Kirchenpatrons Rudolf Schulz gestiftet. Die drei Fenster des Chors sind bemalt. Im mittleren Fenster ist von Ornamenten umrahmt ein segnender Christus zu sehen. Das südliche Fenster schmückt eine Taube, das nördliche ein Kelch. Beide sind mit floralen Mustern und Ornamenten umrahmt. Der Bau ist verputzt und verfügt über einen Sockel mit Sichtmauerwerk aus Feldsteinen. Bis auf die kupfergedeckte Turmspitze sind die Dächer mit engobierten Biberschwänzen gedeckt. Chorfenster und Türen sind mit profilierten, geohrten Faschen versehen. Die Fenster des Kirchenschiffs und die Turmfenster verfügen über schlichte Schlusssteine.
Von der im Turm liegenden Vorhalle erreicht man den Aufgang zur Orgelempore und den Zugang zum Glockenturm. Im Innern öffnet sich der Emporenanbau in der Mitte der Wand im Norden als Patronats-Loge zum Kirchenraum. Sie verfügt über eine neobarock gebauchte Holzbrüstung. Auf der Westseite ruht eine breite Empore auf vier schlanken Pilastern. Die Brüstung der Empore besteht aus Kassetten aus dunkel lasiertem Fichtenholz. Auf der Empore steht die Kirchenorgel. Sie wurde von Franziska Schulz, geb. Scherz, der Frau des Kirchenpatrons Schulz gestiftet und von der Firma Orgelbau Wilhelm Sauer 1903 gefertigt. Das Kircheninnere wird durch zwei hohe Sprossenfenster an jeder Längsseite belichtet. Der Fußboden besteht aus hellgrauem, von einem umlaufenden dunkelgrauen Seitenstreifen eingefassten Terrazzo. Den Raumabschluss bilden drei quergespannte, scharf kantige Kreuzgratgewölbe, die auf Konsolsteinen mit floralem Dekor aufliegen. Das Kirchengestühl ist aus dem gleichen Holz wie die Orgel gearbeitet. Es steht in Längs- und Querrichtung  an der Nord- und Südseite aufgestellt. Im Osten befindet sich der durch einen Triumphbogen geöffnete Chor. Gestühl, Türen und Kanzel bilden eine gestalterische Einheit mit Patronatsloge und Orgelempore. In der Südostecke steht die hölzerne Kanzel erhöht auf einer Säule. Sie ist über eine Treppe im südöstlichen Choranbau zu besteigen. Die Füllungen des Kanzelkorbs sind mit Intarsien versehen. Die Intarsien stellen Brustbilder von Johannes und Petrus dar. Sie wurden von Marie Hauer (1851–1917) gestiftet, der Frau des Architekten. Das silberne Kruzifix ist ein Weihegeschenk von Prinz Friedrich Wilhelm von Preußen. Der gotisierender Taufstein aus Sandstein mit eingelassener Messingschale stand schon im Vorgängerbau. Er war 1885 von Kirchenpatron Rudolf Schulz anlässlich der Taufe des ersten Sohnes mit seiner ersten Frau Rose Schulz gestiftet worden. Ebenfalls aus dem Vorgängerbau stammt die drei Deckenleuchter über der Orgelempore. Sie waren von Kirchenpatron Rudolf Schulz aus Anlass der Rettung seiner ersten Frau Rose Schulz aus Lebensgefahr gestiftet worden. Der mittlere Deckenleuchter erinnert an Geburt und Taufe eines der Kinder des Kirchenpatrons Rudolf Schulz im Jahr 1917.
Von den drei 1903 gestifteten bronzenen Glocken blieb nur eine erhalten. Sie waren von Franz Schilling in Apolda gegossen worden. Auch die zwei 1922 bei Schilling und Lattermann in Apolda aus Eisenguss gefertigten Glocken waren Stiftungen.
Die Orgel von Wilhelm Sauer, Opus 895, ist im Originalzustand von 1903 erhalten. 1917 musste die Prospektpfeifen als Kriegsabgabe abgeliefert werden. Sie wurden später durch Zinkpfeifen ersetzt. 1978 wurde ein elektrisches Gebläse angeschlossen. 1995/96 wurde durch Christian Scheffler aus Sieversdorf eine Generalüberholung und Bronzierung der Prospektpfeifen vorgenommen. Die Disposition lautet wie folgt:
| I Manual C–f3 |    |
| Principal     | 8′ |
| Gedackt       | 8′ |
| Salicional    | 8′ |
| Octave        | 4′ |

| Pedal C–d1 |     |
| Subbass    | 16′ |

- Koppel: I/P

### Natur
Rosengarten bietet Wanderern und Naturliebhabern zahlreiche Ausflugsmöglichkeiten, so kann man die unter Naturschutz stehenden erratischen Steine im Frankfurter Stadtwald aufsuchen. In der Nähe des Forsthauses Eduardspring liegen nach ihren Formen als Pilzstein und Kappe bezeichneten Granitblöcke. Weitere Steine sind der Zwillingsstein Rosengarten mit 70 Tonnen, der Kanzelstein mit 150 Tonnen, der Näpfchenstein, der Große Stein, der große und kleine Försterstein, der Findling am Stern und der Trassenstein. Diese Steine wiegen zwischen 5 und 28 Tonnen. Im Stadtwald gibt es den Wildpark zu entdecken, welcher auf einem ehemaligen Schießplatzgelände entstand. Wanderer auf den Wanderpfaden des Stadtwaldes können alte Stieleichen besuchen, Badegäste die umliegenden Seen nutzen.

### Bildung
Schulen befinden sich in Frankfurt (Oder).

### Kultur
Neben dem Besuch der alten Dorfkirchen stehen Besuchern alle kulturellen Einrichtungen der Stadt Frankfurt (Oder) und des nahen Słubice zur Verfügung.

## Wirtschaft und Infrastruktur

### Verkehr
- Der Bahnhof Frankfurt (Oder)-Rosengarten liegt an der Regionalbahnlinie RE 1 des Verkehrsverbunds Berlin-Brandenburg. Der RE 1 verkehrt auf der Strecke Eisenhüttenstadt – Frankfurt/Oder – Berlin – Potsdam – Brandenburg/Magdeburg. Die Strecke ist seit 1990 elektrifiziert.
- An Wochentagen gibt es Busverkehr vom Bahnhof Rosengarten über die Firmenstandorte Conergy, Landgericht, OderSun, FirstSolar, Klinikum nach Markendorf Ort.
- Rosengarten liegt nördlich der Bundesautobahn 12, welche von Frankfurt (Oder) nach Berlin verläuft, und westlich der B 112

## In Rosengarten geborene Persönlichkeiten
- Hubert Kleemann (1925–2016), Metallgestalter und Email-Künstler